# Das Gesellschaftsbild des Arbeiters
Das Gesellschaftsbild des Arbeiters ist der Titel einer Publikation, die zu den soziologischen Klassikern der Nachkriegszeit zählt. Sie enthält Forschungsergebnisse einer industriesoziologischen Untersuchung aus den frühen 1950er Jahren, die in der Hüttenindustrie des Ruhrgebiets von Heinrich Popitz, Hans Paul Bahrdt, Ernst August Jüres und Hanno Kesting durchgeführt wurde.

## Anlage der Untersuchung
Die Untersuchung sollte Aufschlüsse über die soziale Verortung der Arbeiter und ihr Bild von der Gesellschaft erbringen. In mündlichen Interviews wurden 600 Arbeiter eines Hüttenwerks zwei Stunden und länger von geschulten Mitarbeitern befragt. Es gab keine Tonbandaufzeichnungen. Die Interviewer machten sich während der Befragung  Notizen, die sie nach beendigtem Gespräch zu ausführlichen Gedächtnisprotokollen ausarbeiteten.

## Ergebnisse der Untersuchung
Die Komplexe der Befragung umfassten Probleme von Arbeitsvollzug, technischen Neuerungen und technischem Fortschritt, Stellungnahmen zu wirtschaftspolitischen Problemen und zur Angestelltenschaft sowie Einstellungen zur Mitbestimmung. Die Forscher ermittelten bei nahezu allen Befragten ein ausgeprägtes "Leistungsbewusstsein" sowie ein "Kollektivbewusstsein". Zentrales Forschungsergebnis war ein dichotomisches Gesellschaftsbild der Befragten, das heißt eine Aufspaltung der Gesellschaft in 'Oben' und 'Unten'. Die induktiv am Interviewmaterial entwickelte Typologie des Gesellschaftsbildes haben die Sozialforscher in sechs Untertypen untergliedert: Gesellschaftsbild als 1. akzeptierte Ordnung, 2. sich graduell verändernde Ordnung, 3. kollektives Schicksal, 4. individueller Konflikt, 5. durch Reformen veränderbare oder 6. durch Klassenkampf zu überwindende Ordnung.

## Grundlagentext
- Heinrich Popitz, Hans Paul Bahrdt, Ernst August Jüres und Hanno Kesting: Das Gesellschaftsbild des Arbeiters. Soziologische Untersuchungen in der Hüttenindustrie. Mohr (Paul Siebeck), Tübingen 1957.